# Anthony Aveni
Anthony Francis Aveni (* 5. März 1938) ist ein US-amerikanischer Astronom und Astronomiehistoriker (Archäoastronomie).

## Leben
Aveni promovierte in Astronomie an der University of Arizona und ist Russell B. Colgate-Professor für Astronomie und Anthropologie an der Colgate University, an der er seit 1963 ist. Er gilt als einer der Begründer der mittelamerikanischen Archäoastronomie bei den Maya und Azteken. Aveni schrieb darüber zahlreiche Bücher, trat in vielen Fernsehsendungen auf und hält häufig öffentliche Vorträge (zum Beispiel regelmäßig in Planetarien weltweit und auf Kreuzfahrtschiffen). Er wohnt zurzeit (2008) in Hamilton (New York).
Neben mittelamerikanischer Archäoastronomie untersuchte er auch beispielsweise die Nazca-Linien und astronomische Traditionen des Pazifik-Raumes und Techniken der Navigation in Polynesien. Er schrieb auch Kinderbücher wie „The First Americans“ (2005).
Für seine Lehre erhielt er einige Auszeichnungen, unter anderem wurde er 1982 National Professor of the Year des Council for the Advancement and  Support of Education in den USA.
Für seine mesoamerikanischen Studien erhielt er 2004 den H. B. Nicholson Award des Peabody-Museums der Harvard University. 2013 erhielt er den Fryxell Award for Interdisciplinary Research der Society for American Archaeology in der Kategorie Earth Sciences.

## Schriften
- Skywatchers of Ancient Mexico. Foreword by Owen Gingerich. University of Texas Press, Austin TX 1980, ISBN 0-292-77557-1 (neu als: Skywatchers. Revised and updated version of Skywatchers of ancient Mexico. University of Texas Press, Austin TX 2001, ISBN 0-292-70504-2).
- Tropical Archeoastronomy. In: Science. New Series Bd. 213, Nr. 4505, 1981, S. 161–171, JSTOR:1687127.
- mit Horst Hartung: Maya City Planning and the Calendar (= Transactions of the American Philosophical Society. 76, 7). American Philosophical Society, Philadelphia PA 1986, ISBN 0-87169-767-X.
- Empires of Time. Calendars, clocks, and cultures. Basic Books, New York NY 1989, ISBN 1-56836-073-8.
  - deutsch: Rhythmen des Lebens. Eine Kulturgeschichte der Zeit. Klett-Cotta, Stuttgart 1991, ISBN 3-608-93160-0.
- Conversing with the Planets. How science and myth invented the cosmos. Times Books, New York NY 1992, ISBN 0-8129-1975-0.
  - deutsch: Dialog mit den Sternen. Klett-Cotta, Stuttgart 1995, ISBN 3-608-91277-0.
- Ancient Astronomers. St. Remy Press, Montreal u. a. 1993, ISBN 0-89599-037-7.
- Behind the Crystal Ball. Magic, Science and the Occult from Antiquity through the New Age. Times Books, New York NY 1996, ISBN 0-8129-2415-0.
- Stairways to the Stars. Skywatching in Three Great Ancient Cultures. Wiley, New York NY 1997, ISBN 0-304-34998-4.
- Between the Lines. The mystery of the giant ground drawings of ancient Nasca, Peru. University of Texas Press, Austin TX 2000, ISBN 0-292-70496-8.
  - Das Rätsel der Nasca. Die gigantischen Bodenzeichnungen in der Wüste Perus. München, Ullstein 2001, ISBN 3-550-07153-1.
- Nasca. Eighth Wonder of the World? British Museum Press, London 2000, ISBN 0-7141-2551-2.
- The Book of the Year. A Brief History of Our Seasonal Holidays. Oxford University Press, Oxford 2003, ISBN 0-19-517154-3.
- Uncommon Sense. Understanding Nature’s Truths Across Time and Nature. University of Colorado Press, Boulder CO 2006, ISBN 0-87081-828-7.
- Peoples and the Sky. Our anchestors and the cosmos. Thames and Hudson, London 2008, ISBN 978-0-500-05152-8.

Als Herausgeber:
- Archaeoastronomy in Pre-Columbian America. University of Texas Press, Austin TX 1975, ISBN 0-292-70310-4 (Meeting in Mexico City, Juni 1973).
- Native American Astronomy. University of Texas Press, Austin TX 1977, ISBN 0-292-75511-2 (Symposium in Hamilton NY, September 1975).
- Archaeoastronomy in the New World. American primitive astronomy. Cambridge University Press, Cambridge u. a. 1982, ISBN 0-521-24731-4 (Konferenz in Oxford, 1981).
- mit Gary Urton: Ethnoastronomy and archaeoastronomy in the American tropics (= Annals of the New York Academy of Sciences. 385). New York Academy of Sciences, New York NY 1982, ISBN 0-89766-160-5 (Konferenz in New York NY, 1981).
- World Archaeoastronomy. Cambridge University Press, Cambridge u. a. 1989, ISBN 0-521-34180-9 (2. International Oxford Conference on Archaeoastronomy in Mérida, Yucatan, 1986).
- The Sky in Mayan Literature. Oxford University Press 1992, ISBN 0-19-506844-0 (Workshop in Hamilton NY, 1989).
- mit Gabrielle Vail: The Madrid Codex. New approaches for understanding and ancient Maya Manuscript. University of Colorado Press, Boulder CO 2004, ISBN 0-87081-786-8.
- Foundations of New World Cultural Astronomy. A reader with commentary. University of Colorado Press, Boulder CO 2008, ISBN 978-0-87081-900-1.